# معماری سده بیستم
پایه‌های معماری قرن بیستم را می‌توان در قرن نوزدهم مشاهده کرد. استفاده از بتون مسلح که در قرن ۱۹ رایج شده بود، استفاده مصالح جدید مثل فولاد و شیشه (کاخ کریستال پالاس انگلستان) و معماری فولادی (برج ایفل)، در قرن ۲۰، رواج بیش تری یافت.

## ویژگی معماری
ویژگی‌های معماری مدرن را می‌توان به صورت زیر خلاصه کرد.
- عناصر غیرضروری باید از ساختمان زدوده شود. (حذف تزیینات)
- معماری نباید هیچ وابستگی تاریخی داشته باشد.
- معماری باید عقلانی، علمی و فنی باشد.
- استفاده از مصالح به همان شکلی که هستند.
- از دیوارهای شیشه‌ای استفاده شود.
- بام‌های مسلح و غیر شیب دار و بر طرف شدن نفوذ آب
- ساختن بنا به شکل دلخواه.

## مدرسهٔ باهاوس
نظریهٔ معماران، راه را به سوی تشکیل مدرسهٔ باهاوس گشود که ویژگی‌های آن عبارتند از:
- در سال ۱۹۱۹ توسط والتر گروپیوس تأسیس شد.
- هدف آن، برداشتن مرز هنر و صنعت است.
- نوعی نگرش علمی و کاربردی در هنر به وجود آمد.
- هر اثر هنری از ترکیب اجزای اولیه ایجاد می‌شود.
- هماهنگی بین محصولات دست و تولید ماشین به وجود آمد.
- ویلیام موریس در انگلستان طرفدار این جنبش بود.[۱]

## معماران معروف
فرانک لویدرایت، لوکوربوزیه، کنزو تانگه و تادوآندو از معماران شاخص قرن ۲۰ هستند؛ که ویژگی‌های آثار آن‌ها را می‌توان به صورت زیر خلاصه کرد:
فرانک لویدرایت
- نوعی معماری زنده یا ارگانیک که باید با طبیعت رابطهٔ تنگاتنگ داشته باشد.
- کشیدگی افقی که مظهر یکی شدن با طبیعت بوده‌است. - تنظیم فضا به گونه‌ای که گویی بخشی از طبیعت بوده‌است-
- استفاده از نمادهای خانگی. –عناصر سنتی که یادآور گرما و ایمنی است، مثل بام‌های شیب دار و شومینه‌ها –
- هم دلی با طبیعت. - تلفیق بنا با عناصر طبیعی محلی –
- صداقت نسبت به مصالح. –نباید روی مصالح بومی مثل آجر، چوب، و… را رنگ زد. -
- شخصیت. –مطابق با اصول طبیعی اطراف-
- استفاده از امکانات تکنولوژی معاصر و بهره‌گیری از خطوط و سطوح خوش‌ترکیب.
- طراحی موزهٔ گوگنهایم نیویورک. - محل نگهداری آثار کاندینسکی و پل کله است. -

لوکوربوزیه
- ابتدا به عنوان پایه‌گذار مکتب پوریسم مطرح شد.
- خانه را ماشینی برای زندگی کردن می‌دانست.
- روش علمی تر و تحلیلی تر که به طبیعت غلبه دارد. - سیستم پیمانه سازی که تمام تناسباتش بر اساس قامت انسان بود.
- خانه‌های روی زمین، زمین راتلف می‌کنند و باید خانه را روی ستون بنا کرد و از زمین زیر آن استفاده کرد.
- خانه‌های با سقف شیب دار، فضا را تلف می‌کنند؛ بام‌ها باید مسطح باشند تا از فضای رو و زیر ان استفاده کرد.
- پنجره‌های کوچک عمودی قدیمی، به صورت نواری، در کنج ساختمان ساخته می‌شود.
- باغچه‌ها روی بام ساخته شوند تا در فضا صرفه جویی شود.
- کاربرد اسکلت بتونی باعث می‌شود دیوارها از محدودیت آزاد شوند و به شکل دلخواه در آیند.
- او مشهورترین سیستم پیمانه سازی (مدولار) را ابداع کرد.
- در سیستم مدولار واحد اصلی تمام مقیاس‌های او اندازه قامت انسان است.
- او اعتقاد دارد :معماری بازی استادانه، صحیح و باشکوهی از حجم‌ها ترکیب شده زیر نور است. چشمان ما تربیت شده‌اند که فرم‌ها را زیر نور ببینند، سایه روشن این فرم‌ها را آشکار می‌کند.
- از تکنیک کلاژ در معماری استفاده کرد.
- دکوپاژ در معماری نیز نوعی کلاژ محسوب می‌شود.
- ایجاد عمق از یک فرم به وسیله همان فرم در پس زمینه یکی از روش‌های دکوپاژ است.

کنزو تانگه
- نظم هندسی، پویایی و خطوط اوج گیرنده، در بناهای او، الهام گرفته از باغ‌های شنی سنتی ژاپن است که شکلی نو به خود گرفته‌است.

تادو آندو
- استمرار فضا و زمان در معماری معاصر را نشان می‌دهد.

## مشکلات معماری قرن ۲۰
با گذشت زمان مشکلات و نارسایی مصالح صنعتی و تکنولوژی به کار رفته در معماری مدرن نیازها را برآورده نساخت، زیرا مصالح با دوام لازم را نداشتند یا برای سلامتی مضر بودند یا در گرمایش ناکار آمد بودند. برای رفع این مشکلات تلاش‌های زیر انجام شد:
۱:پست مدرنیسم
- زبان سنتی معماری، در عین حفظ تکنولوژی مدرن، احیا می‌گردد.
- عناصری ا ز سبک‌های تاریخی، معماری را با ترکیب‌های تازه به وجود می‌آورند.

۲:بومی گرایی
- ساختمان ساخته شده با ساختمان‌های بومی محیط خود هم شکل باشد.

۳:تکنولوژی
- کاربرد مناسب تری از تکنولوژی در معماری به عمل آید.
- اجزای فنی ساختمان در معرض دید باشند.

۴:معماری سبز
- ارتباط معماری با طبیعت
- استفاده از انرژی‌های طبیعی
- استفادهٔ کم‌تر از مصالح مضر صنعتی

۵:معماری پیچیده
- تصویر پیچیده‌ای از علوم و فلسفهٔ جدید از جهان داده شد.
- با استفاده از کامپیوتر، نوعی معماری پیچیده و غیر مشابه با اشکال سادهٔ شناخته شده، به وجود آمد.[۱]